# Reina Hispanoamericana
Reina Hispanoamericana (tiếng Anh: Hispanic American Queen, tiếng Việt: Nữ hoàng người Mỹ gốc Tây Ban Nha) là một cuộc thi sắc đẹp hàng năm nhầm tôn vinh di sản, ngôn ngữ và văn hóa Tây Ban Nha. Cuộc thi được tổ chức bởi Promociones Gloria, có trụ sở tại Bolivia. Hơn 20 thí sinh tham gia hàng năm.
Cuộc thi bắt đầu vào năm 1991 với tên gọi Reina Sudamericana (Nữ hoàng Nam Mỹ), có trụ sở tại Santa Cruz de la Sierra, Bolivia. Cho đến năm 2003 cuộc thi chỉ giới hạn cho 10 quốc gia Nam Mỹ tham gia cuộc thi, sang năm 2004 thì có một số quốc gia đến từ Trung Mỹ cũng đã được tham gia cuộc thi gồm: Panama, Costa Rica,... Đến năm 2006 một số quốc gia như: Cộng hòa Dominican, Nicaragua, Puerto Rico, Bồ Đào Nha & Tây Ban Nha cũng tham gia cuộc thi. Năm 2007 Mexico, Guatemala, Honduras & Hoa Kỳ cũng được tham gia cuộc thi, cùng năm cuộc thi được đổi tên thành Reina Hispanoamericana. Sang đến năm 2008, Curaçao và Haiti cũng tham dự cuộc thi. Năm 2017 thì Philippines, Canada và Australia cũng tham dự cuộc thi.
Reina Hispanoamericana hiện tại là Arlette Rujel đến từ Peru, người đã đăng quang vào ngày 25 tháng 3 năm 2023 tại Santa Cruz, Bolivia.

## Danh sách Hoa hậu và Á hậu
| Năm  | Reina Hispanoamericana               | Virreina Hispanoamericana                             | Á hậu 1                                                    | Á hậu 2                                      | Á hậu 3                                          | Á hậu 4                                                 | Á hậu 5                                      | Á hậu 6                               | Á hậu 7                                | Á hậu 8                   | Á hậu 9                        |
| ---- | ------------------------------------ | ----------------------------------------------------- | ---------------------------------------------------------- | -------------------------------------------- | ------------------------------------------------ | ------------------------------------------------------- | -------------------------------------------- | ------------------------------------- | -------------------------------------- | ------------------------- | ------------------------------ |
| 2022 | Arlette Rujel · Peru                 | Adriana Pérez · Venezuela                             | Guilhermina Montarroyos · Brazil                           | Ediris Rivera · Puerto Rico                  | Diana Robles · Mexico                            | María Lucía Cuesta · Colombia                           | Không trao giai                              |                                       |                                        |                           |                                |
| 2021 | Andrea Bazarte · Mexico              | Ana Lucia Tejiera · Panama                            | Maria Vengoechea · Colombia                                | Andrea Romero · Venezuela                    | Emmanuelle Vera · Philippines                    | Bruna Zanardo · Brazil                                  | Theresa Agonia · Portugal                    | Không trao giải                       | Không trao giải                        | Không trao giải           | Không trao giải                |
| 2019 | Regina Peredo · Mexico               | Gabrielle Vilela de Souza · Brazil                    | Laura Claro · Colombia                                     | Yuanilie Alvarado · Puerto Rico              | Ketlin Lottermann · Paraguay                     | Valeria Badell · Venezuela                              | Maria Katrina Llegado · Philippines          | Ainara Cardaño · Spain                | Franchesca Astier · Dominican Republic | Cassandra Cherry · Haiti  | Monserrat Báez · United States |
| 2018 | Nariman Battikha · Venezuela         | Isabela Pandini · Brazil                              | Aranza Anaid Molina Rueda · Mexico                         | María Belén Alderete Gayoso · Paraguay       | Marian Joyce Prado Ribera · Bolivia              | Camila Ignacia Helfmann Pastene · Chile                 | Lisseth Naranjo · Ecuador                    | Gleidys Leyva · Cuba                  | Jessica McFarlane · Peru               | Daniela Santeliz · Europe | Không trao giải                |
| 2017 | Teresita Marquez · Philippines       | Akisha Albert · Curacao                               | Maria Laís Wernner Berté · Brazil                          | María Victoria D'Ambrosio Díaz · Venezuela   | Karla María López Berumen · Mexico               | Katherine Aysathu Añazgo Orozco · Bolivia               | Gladys Carredeguas · Cuba                    | Daisy Lezcano · Paraguay              | Valentina Schnitzer · Chile            | Lorena Larriviere · Peru  | Không trao giải                |
| 2016 | Maria Camila Soleibe · Colombia      | Magdalena Chiprés · Mexico                            | Mayra Alves Dias · Brazil                                  | Paola Antonella Massaro Escalona · Venezuela | Raquel Pélissier Neiland · Haiti                 | Lourdes Andrea Melgarejo González · Paraguay            | Sarah Loinaz Martín · Spain                  | Fiorella Ximena Peirano Medina · Peru | Không trao giải                        | Không trao giải           | Không trao giải                |
| 2015 | Sofía del Prado · Spain              | Laura Leticia Garcete Riveros (Truất ngôi) · Paraguay | Digene Marilyn Zimmerman (tân Virreina) · Aruba            | Karielys Cuadros Rodríguez · Venezuela       | Yoana del Carmen Don Marozzi · Argentina         | Neyda Juliana Lithgow Batista · Curacao                 | Không trao giải                              | Không trao giải                       | Không trao giải                        | Không trao giải           | Không trao giải                |
| 2014 | Romina Rocamonje · Bolivia           | Vanessa López · Mexico                                | Andrea Victoria Lira Soledad · Venezuela                   | Inés Carolina Panchano Lara · Ecuador        | Carolyn Désert · Haiti                           | María de Lourdes Gallimore Campos · Panama              | Cindy Viviana Clavijo Chamorro · Colombia    | Raquel De Oliveira Benetti · Brazil   | Laura Melisa Mejia Muñoz · Curacao     | Không trao giải           | Không trao giải                |
| 2013 | María Alejandra López · Colombia     | Yaritza Reyes · Dominican Republic                    | Gabriela María Graf-Stillfried Barreto · Venezuela         | María José Barrena Medel · Chile             | Gabriela Prieto Díaz Infante · Mexico            | Suzette Eunice Rivera Sanes · Puerto Rico               | María Guadalupe González Talavera · Paraguay | Claudia María Tavel Antelo · Bolivia  | Không trao giải                        | Không trao giải           | Không trao giải                |
| 2012 | Sarodj Bertin · Haiti                | Juliana Sampaio · Spain                               | Alexia Laura Viruez Píctor · Bolivia                       | Stephania Sofía Vásquez Stegman · Paraguay   | Jeanine Cristiane de Castro · Brazil             | Ana Lorena Ibáñez Carles · Panama                       | Damaris Aguiar · Cuba                        | Không trao giải                       | Không trao giải                        | Không trao giải           | Không trao giải                |
| 2011 | Evalina Van Putten · Curacao         | María Jesús Matthei · Chile                           | Yessica Sharit Mouton Gianella · Bolivia                   | Olga Mercedes Álava Vargas · Ecuador         | Alba Lucia Riquelme Valenzuela · Paraguay        | Alba Fortes Viñolas · Spain                             | Angela Julieta Ruiz Pérez · Venezuela        | Không trao giải                       | Không trao giải                        | Không trao giải           | Không trao giải                |
| 2010 | Caroline Medina · Venezuela          | Egni Eckert · Paraguay                                | Maria Olivia Pinheiro Menacho · Bolivia                    | Suymara Barreto Parreira · Brazil            | Raquel Lozano Fraile · Spain                     | Stephany Ortega Da Costa · Uruguay                      | Yesica Natalia Di Vincenzó · Argentina       | Không trao giải                       | Không trao giải                        | Không trao giải           | Không trao giải                |
| 2009 | Adriana Vasini · Venezuela           | Sandra Vinces · Ecuador                               | Livia da Silva Nepomuceno · Brazil                         | Melodia Mir Jiménez · Spain                  | Flavia Fernanda Foianini Arzabe · Bolivia        | Rocio Elizabeth Castellanos Matías · Dominican Republic | Lina Marcela Mosquera Ochoa · Colombia       | Không trao giải                       | Không trao giải                        | Không trao giải           | Không trao giải                |
| 2008 | Laura Zúñiga (Truất ngôi) · Mexico   | Vivian Noronha (Thay thế) · Brazil                    | Gabriela Rejala (tân Virreina) · Paraguay                  | Paula Andrea Díaz Galione · Uruguay          | Noemí Dominique Rosa Peltier de Liotta · Bolivia | Ligia Elena Hernández Frías · Venezuela                 | Annmarie Dehainaut Vélezmoro · Peru          | Không trao giải                       | Không trao giải                        | Không trao giải           | Không trao giải                |
| 2007 | Massiel Taveras · Dominican Republic | Jane De Sousa Borges · Brazil                         | Maria José Maldonado Gómez · Paraguay                      | Maria Jesús Ruiz Garzón · Spain              | Không trao giải                                  | Không trao giải                                         | Không trao giải                              | Không trao giải                       | Không trao giải                        | Không trao giải           | Không trao giải                |
| 2006 | Francine Eickemberg · Brazil         | Ana María Ortíz · Bolivia                             | Lourdes Véronica Arévalos Elías · Paraguay                 | Không trao giải                              | Không trao giải                                  | Không trao giải                                         | Không trao giải                              | Không trao giải                       | Không trao giải                        | Không trao giải           | Không trao giải                |
| 2005 | Diana Milena Cepeda · Colombia       | Priscila Del Salto · Ecuador                          | Jictzad Nakarhyt Viña Carreño · Venezuela                  | María Fiorella Castellano García · Peru      | Emilce Rosanna Gómez Cabral · Paraguay           | Không trao giải                                         | Không trao giải                              | Không trao giải                       | Không trao giải                        | Không trao giải           | Không trao giải                |
| 2004 | Tania Domanickzy · Paraguay          | Mónica Jaramillo · Colombia                           | Maria Nuvia Montenegro Apuri · Bolivia                     | Catarina de Lima Guerra · Brazil             | Lucia Alva Espinoza · Peru                       | Không trao giải                                         | Không trao giải                              | Không trao giải                       | Không trao giải                        | Không trao giải           | Không trao giải                |
| 2003 | Cecília Valarini · Brazil            | María Fernanda Tóndolo · Venezuela                    | Karina Rebeca Buttner Naumann · Paraguay                   | Aldana Joyce García Jahnsen · Peru           | Không trao giải                                  | Không trao giải                                         | Không trao giải                              | Không trao giải                       | Không trao giải                        | Không trao giải           | Không trao giải                |
| 2002 | Marcela Ruete · Ecuador              | Irene Aguilera · Bolivia                              | María Claudia Pañuela Cornejo · Colombia                   | Giselle de Oliveira Leite · Brazil           | Không trao giải                                  | Không trao giải                                         | Không trao giải                              | Không trao giải                       | Không trao giải                        | Không trao giải           | Không trao giải                |
| 2001 | María Rocío Stevenson · Colombia     | Norelys Rodríguez · Venezuela                         | Katja Alexandra Thomsen Grien · Uruguay                    | Julia Román Rodríguez · Ecuador              | Paola Clarisse Coimbra Antipieff · Bolivia       | Không trao giải                                         | Không trao giải                              | Không trao giải                       | Không trao giải                        | Không trao giải           | Không trao giải                |
| 2000 | Ligia Petit · Venezuela              | Natalia Figueras · Uruguay                            | Lissette Sierra Ocayo · Chile                              | Claudia Andrea Araño Antelo · Bolivia        | Không trao giải                                  | Không trao giải                                         | Không trao giải                              | Không trao giải                       | Không trao giải                        | Không trao giải           | Không trao giải                |
| 1999 | Jenny Vaca Paz · Bolivia             | Karen Larrea · Brazil                                 | María Laura Lugo · Venezuela                               | Claudie Neyra · Peru                         | Không trao giải                                  | Không trao giải                                         | Không trao giải                              | Không trao giải                       | Không trao giải                        | Không trao giải           | Không trao giải                |
| 1998 | Susana Barrientos · Bolivia          | Daira Lambis · Venezuela                              | Paola Villarroel · Chile Marcela Viviana Brane · Argentina | Không trao giải                              | Không trao giải                                  | Không trao giải                                         | Không trao giải                              | Không trao giải                       | Không trao giải                        | Không trao giải           | Không trao giải                |
| 1997 | Patricia Fuenmayor · Venezuela       | Verónica Larrieu · Bolivia                            | Geraldine Olga Salmón Borja · Peru                         | Không trao giải                              | Không trao giải                                  | Không trao giải                                         | Không trao giải                              | Không trao giải                       | Không trao giải                        | Không trao giải           | Không trao giải                |
| 1996 | Helga Bauer (Truất ngôi) · Bolivia   | Gasbriela Vergara (Thay thế) · Venezuela              | Tonka Tomicic (tân Virreina) · Chile                       | Paula Denise Simon · Brazil                  | Không trao giải                                  | Không trao giải                                         | Không trao giải                              | Không trao giải                       | Không trao giải                        | Không trao giải           | Không trao giải                |
| 1995 | Carolina Taís Müller · Brazil        | María Auxiliadora González · Venezuela                | Paola Cristina Torres Cala · Colombia                      | Patricia Serafini Geoghegan · Paraguay       | Không trao giải                                  | Không trao giải                                         | Không trao giải                              | Không trao giải                       | Không trao giải                        | Không trao giải           | Không trao giải                |
| 1994 | Liliana González · Paraguay          | Solange Pastor · Venezuela                            | Carla Romero · Bolivia                                     | Không trao giải                              | Không trao giải                                  | Không trao giải                                         | Không trao giải                              | Không trao giải                       | Không trao giải                        | Không trao giải           | Không trao giải                |
| 1993 | Paola Vintimilla · Ecuador           | Savka Pollak · Chile                                  | Alicia Andrea Ramon · Argentina                            | Không trao giải                              | Không trao giải                                  | Không trao giải                                         | Không trao giải                              | Không trao giải                       | Không trao giải                        | Không trao giải           | Không trao giải                |
| 1992 | Francis Gago · Venezuela             | Raquel Chaparro · Colombia                            | Karen Goudeau Matzenbacher · Brazil                        | Không trao giải                              | Không trao giải                                  | Không trao giải                                         | Không trao giải                              | Không trao giải                       | Không trao giải                        | Không trao giải           | Không trao giải                |
| 1991 | Patricia Godói · Brazil              | Vivian Benítez · Paraguay                             | Niurka Auristela Acevedo · Venezuela                       | Không trao giải                              | Không trao giải                                  | Không trao giải                                         | Không trao giải                              | Không trao giải                       | Không trao giải                        | Không trao giải           | Không trao giải                |

## Số lần chiến thắng
| Quốc gia/Lãnh thổ  | Số lần | Vào các năm                                        |
| ------------------ | ------ | -------------------------------------------------- |
| Venezuela          | 7      | 1992, 1996(thay thế), 1997, 2000, 2009, 2010, 2018 |
| Brazil             | 5      | 1991, 1995, 2003, 2006, 2008(thay thế)             |
| Bolivia            | 4      | 1996(truất ngôi) , 1998, 1999, 2014                |
| Colombia           | 4      | 2001, 2005, 2013, 2016                             |
| Mexico             | 3      | 2008(truất ngôi), 2019, 2021                       |
| Ecuador            | 2      | 1993, 2002                                         |
| Paraguay           | 2      | 1994, 2004                                         |
| Peru               | 1      | 2022                                               |
| Philippines        | 1      | 2017                                               |
| Spain              | 1      | 2015                                               |
| Haiti              | 1      | 2012                                               |
| Curacao            | 1      | 2011                                               |
| Dominican Republic | 1      | 2007                                               |